# Ankor
Pour les articles homonymes, voir Ankor (homonymie).
Cet article possède un paronyme, voir Angkor.
Ankor est un groupe espagnol de metalcore de Tarragone (Catalogne) en 2003. Il est composé actuellement de la chanteuse Jessie Williams, de David Romeu et Fito Martínez à la guitare et chœur, de Julio López à basse, et d'Eleni Nota à la batterie.
Le groupe se forme en 2003 à Els Pallaresos, un petit village près de Barcelone, alors que ses membres ont à peine 14 ou 15 ans. Le nom du groupe est choisi car il sonne bien, est facile à retenir, bref et intense. Leurs vidéos sont produites par David Romeu via son label Winner Horse Productions.

## Historique

### 2003-2014
Le groupe sort en 2008 son premier album studio, Al Fin Descansar, chanté en espagnol par Rosa de la Cruz, qui chante depuis à peine six mois. Il sort sur le label espagnol Santo Grial Producciones. Le clavier est très présent, produisant un heavy metal classique, tendance power metal.
En 2011 sort l’album My Own Angel, dans lequel le chant est intégralement en anglais. Conservant un son metal, il mêle des influences punk californien à un son plus metalcore dans le style d’Avenged Sevenfold. L’album est diffusé par STF Records et par Rock Estatal Records qui diffusera les albums suivants. Le clip Remaining est tourné en Suède, dirigé par Patric Ullaeus. En 2012 sort le clip de Completely Frozen également dirigé par Patric Ullaeus.
En 2013 sort l’album Last Song for Venus qui est décrit comme un mélange de pop-rock, de metalcore et de thrash metal,. Il marque une évolution musicale claire pour le groupe, s’éloignant encore davantage du heavy metal vers le nu metal. En mars 2014, ils jouent en ouverture du festival Sobrymusic.

### 2014-2018
En mai 2014, le groupe annonce le départ de la chanteuse Rosa de la Cruz et sa remplaçante Jessie Williams. Le groupe sort en juillet un EP, Get On The Winner Horse!, dont la majeure partie des morceaux sont d’anciens morceaux réenregistrés avec la nouvelle chanteuse. 
Le groupe réalise plusieurs reprises dont Chop Suey! de System of a Down, If It Means A Lot To You de A Day to Remember. Ces deux premières reprises sont accompagnées de clips vidéo réalisées par le groupe.  
En 2015, Raphaela «Ra» Tache remplace Jordi Vidal à la batterie ainsi qu’au clavier. Elle est présentée au public par le biais de démonstrations de batterie, notamment sur la reprise de King for a Day de Pierce the Veil. 
En janvier 2017, le groupe annonce le départ de Julio López, qui les rejoindra à nouveau occasionnellement en tournée, puis définitivement, à partir de 2019. Le groupe ne recrute pas de nouveau bassiste et utilise des enregistrements pour certains concerts, ne souhaitant pas remplacer leur bassiste. Ces années sont difficiles pour le groupe qui passe deux ans à enregistrer l’album suivant enchaînant des concerts à leurs frais. 
En 2017 sort l’album Beyond the Silence of There Years. Le groupe continue à mêler les influences avec des parties en rap et un son se rapprochant du nu metal et une influence j-rock, ou plus pop. Les thématiques sont basées sur les expériences personnelles du groupe, principalement de David Romeu, seul membre d’origine du groupe, et de Jessie Williams, dont l’anglais est la langue maternelle. L’album est mixé par Dan Korneff (Paramore, Papa Roach) et masterisé par Ted Jensen (Avenged Sevenfold, Muse). La pochette est de Marta Nael. Le clip pour Shhh… I’m Not Gonna Lose It est tourné en 2018 pendant une tournée au Japon. La même année, Ankor participe au festival Download Madrid puis joue à Vigo avec Prima Nocta et Aquelarre.

### 2019-présent
En 2019 sort l’album White Dragon, moins agressif que les précédents, avec des influences électro et diverses influences nouvelles qui les éloignent du nu metal,. Il est suivi d’une tournée passant par l’Italie, la Suisse, l’Allemagne, la France, l’Espagne et le Royaume-Uni, puis d’une tournée au Japon avec le groupe Fake Island en novembre. L’album est vendu en ligne sur le site du groupe plutôt que sur celui de leur label, le groupe gérant son image et sa communication principalement par internet. L’album est classé à la 25e position du top 60 des groupes espagnols 2019 du site Headbangers Latinoamerica. Le groupe publie sur leur chaîne Youtube de nombreuses reprises, incluant Bohemian Rapsody de Queen, Señorita de Camila Cabello et Shawn Mendes, Bad Guy de Billie Eilish. 
En 2020, le groupe prévoyait une tournée européenne avec Infected Rain, mais de nombreuses dates sont annulées à cause de l’épidémie de maladie à coronavirus de 2019-2020. Ils sont également à l’affiche du festival Metal Paradise les 14-15 août 2020.
En 2022, la batteuse Raphaela « Ra » Tache quitte le groupe. Elle est remplacée par Eleni Nota, ancienne batteuse de Nervosa.
En 2023, le groupe collabore avec Sennheiser et avec Cobra Agency, leur permettant d'annoncer notamment leur tournée européenne, qui commence le 26 octobre 2023 à Leipzig, et termine à Londres le 11 novembre 2023. Elle a lieu à l'occasion de leur sortie de leur nouvel album, dont 3 des chansons étaient sorties au moment de l'annonce, composées comme les chapitres d'une histoire qui finira au total avec 6 chansons. 
Le 2 août 2023, le groupe compte parmi les participants du festival Wacken. Etant annoncés seulement 2 jours avant pour le public, le groupe a reçu l'invitation peu avant le festival. Ils sont également présents à l'édition 2024 du festival.

## Membres

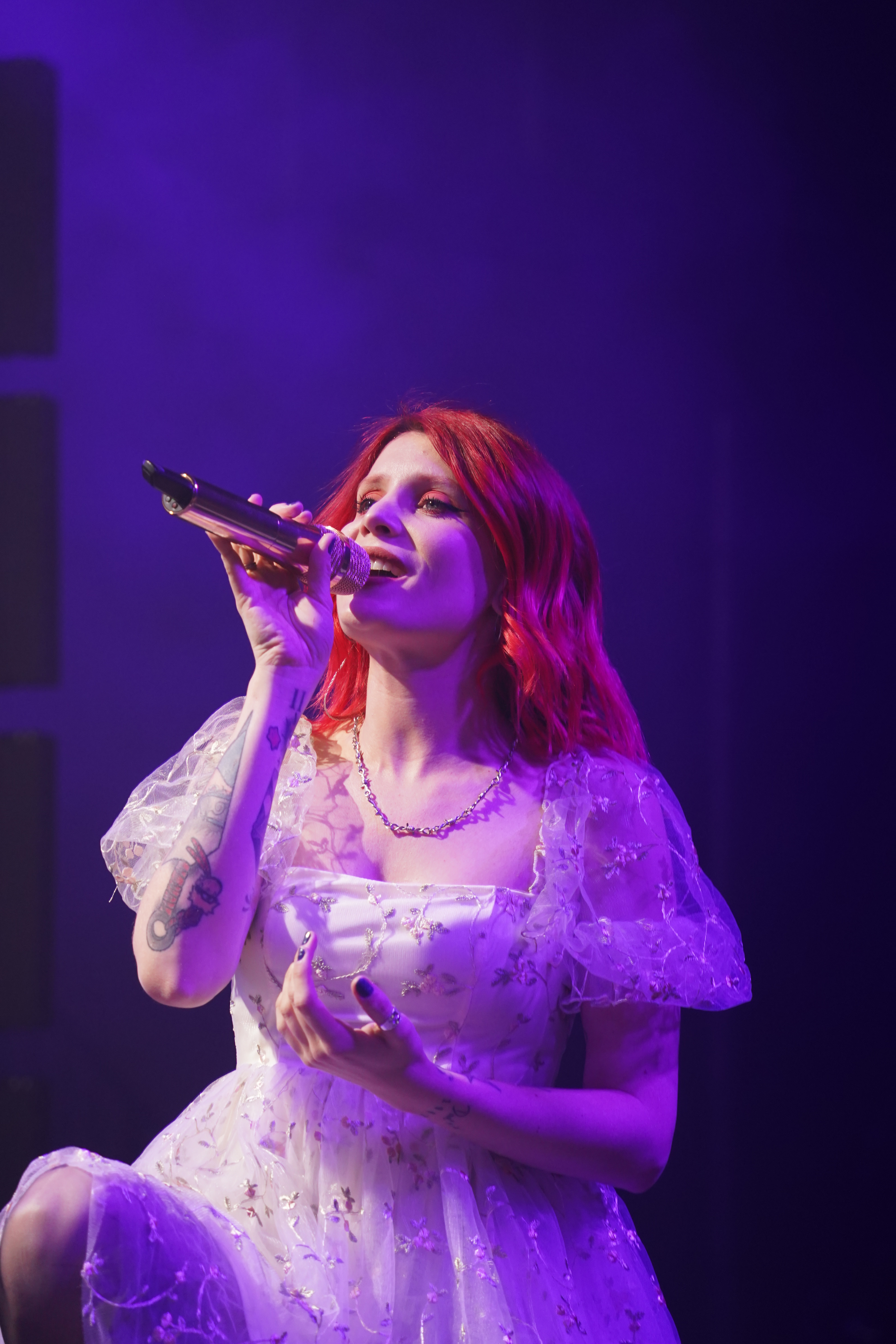
Jessie Williams en 2024 à Stuttgart

Membres actuels
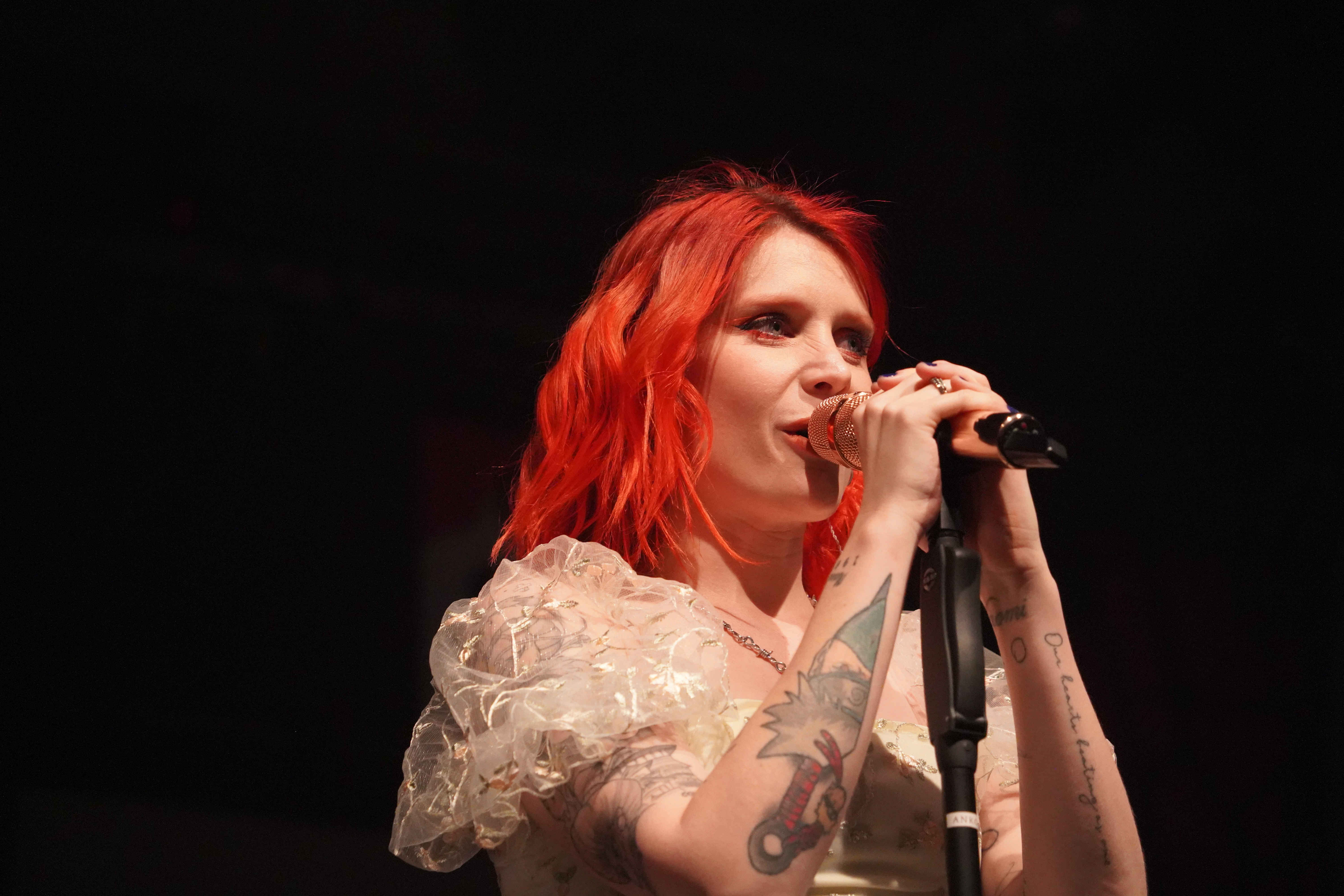
Jessie Williams - chant (2014-présent)
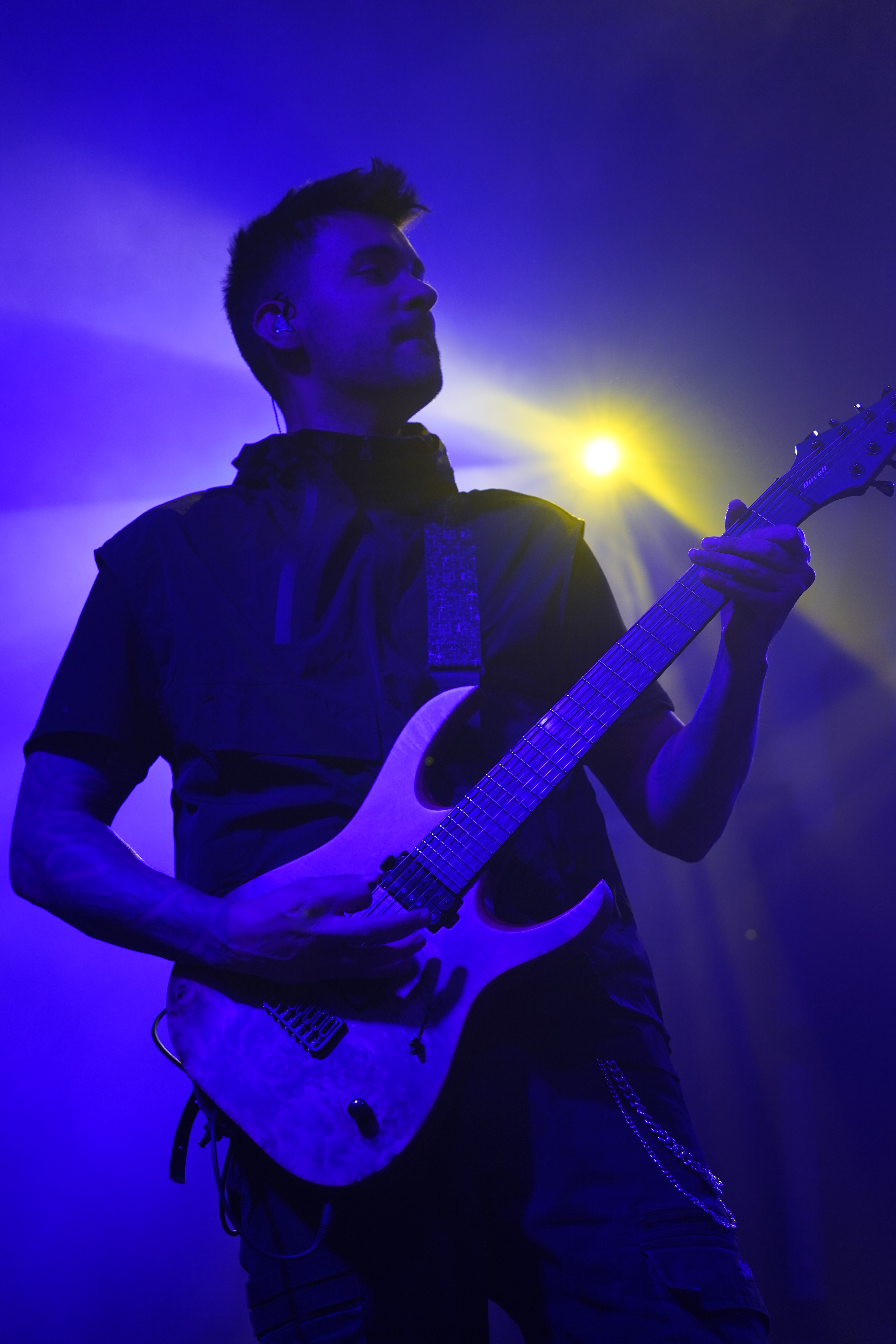
David Romeu - guitare et deuxième voix (2003-présent)
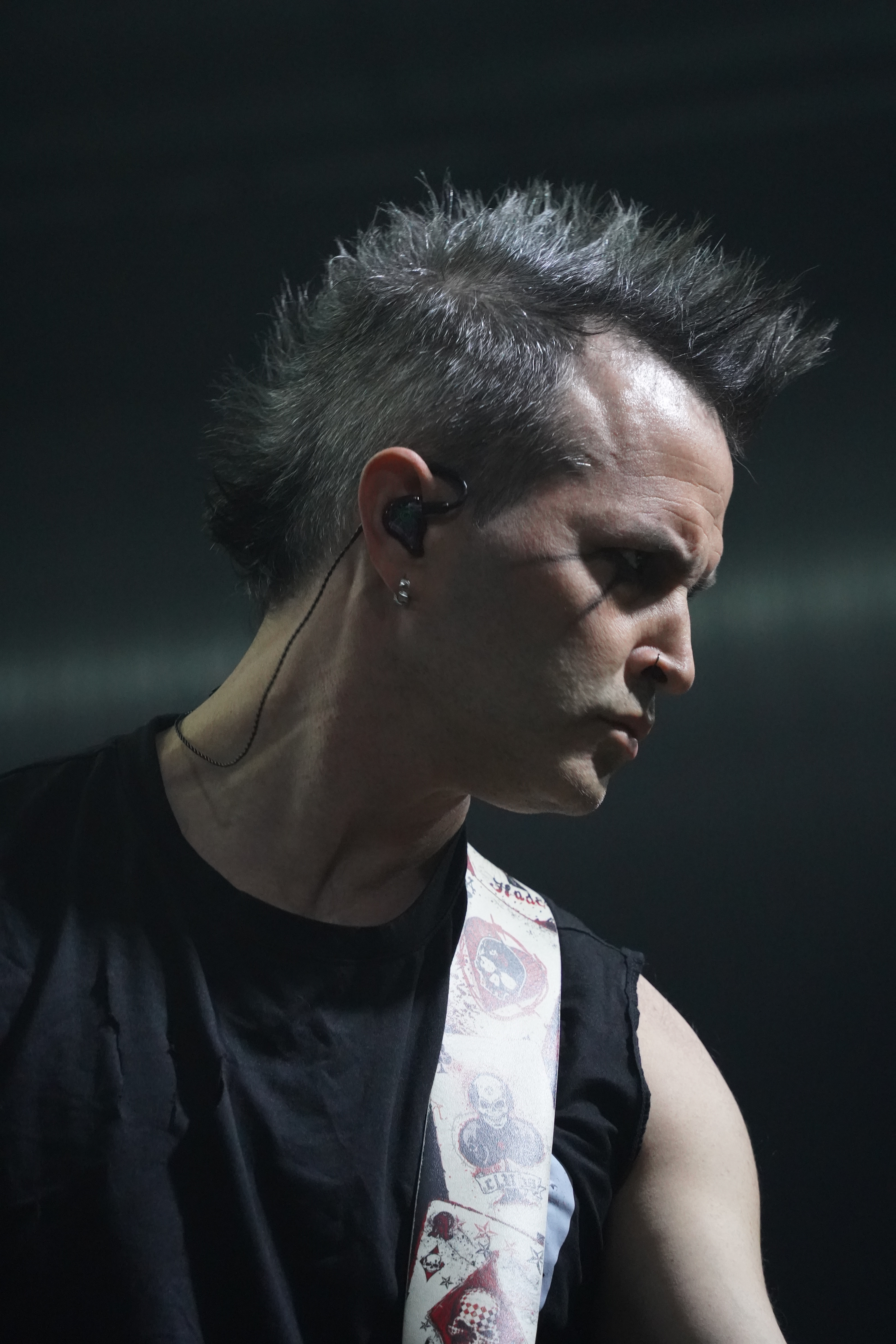
Fito Martínez - guitare (2011-présent)
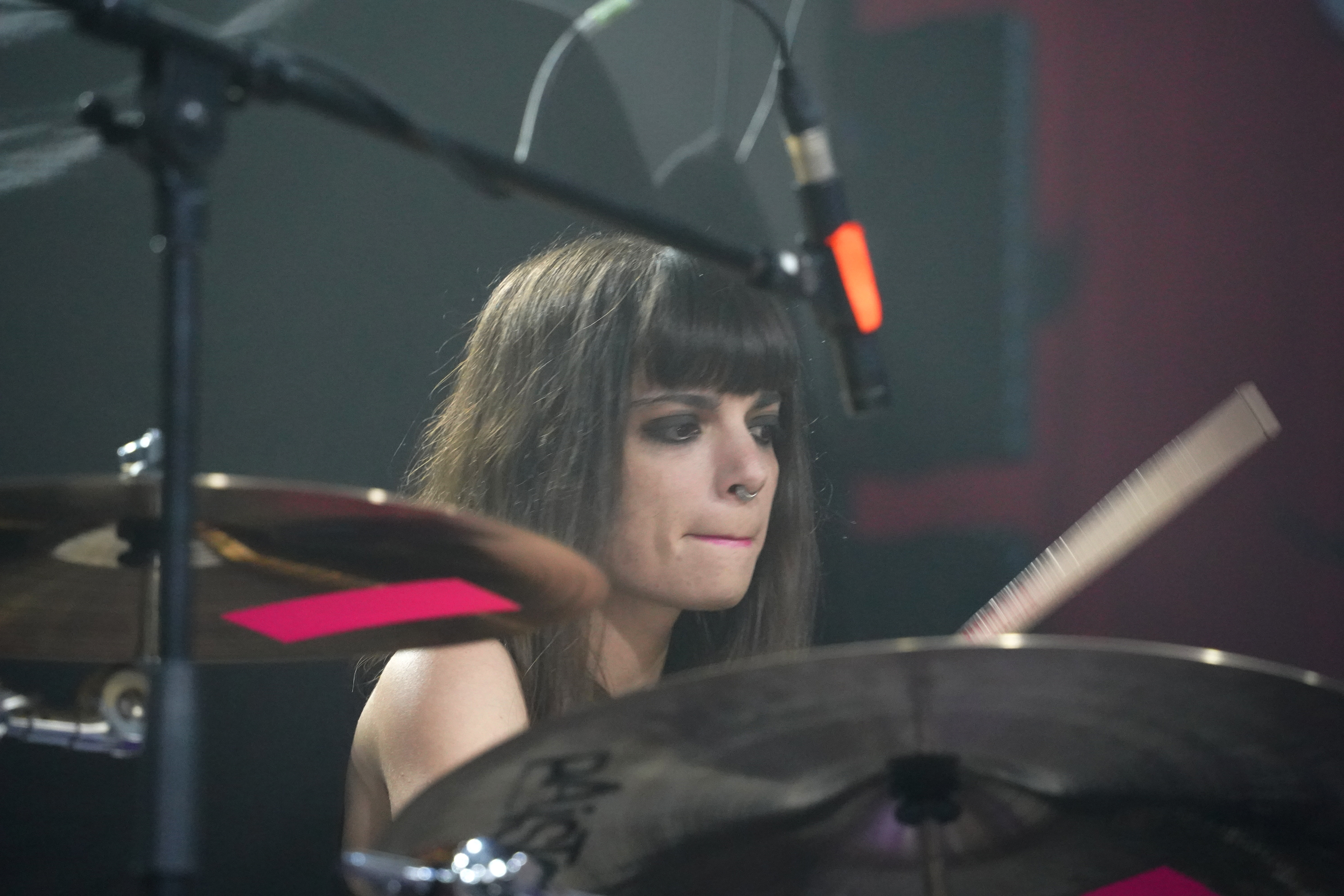
Eleni Nota - batterie (2022-présent)
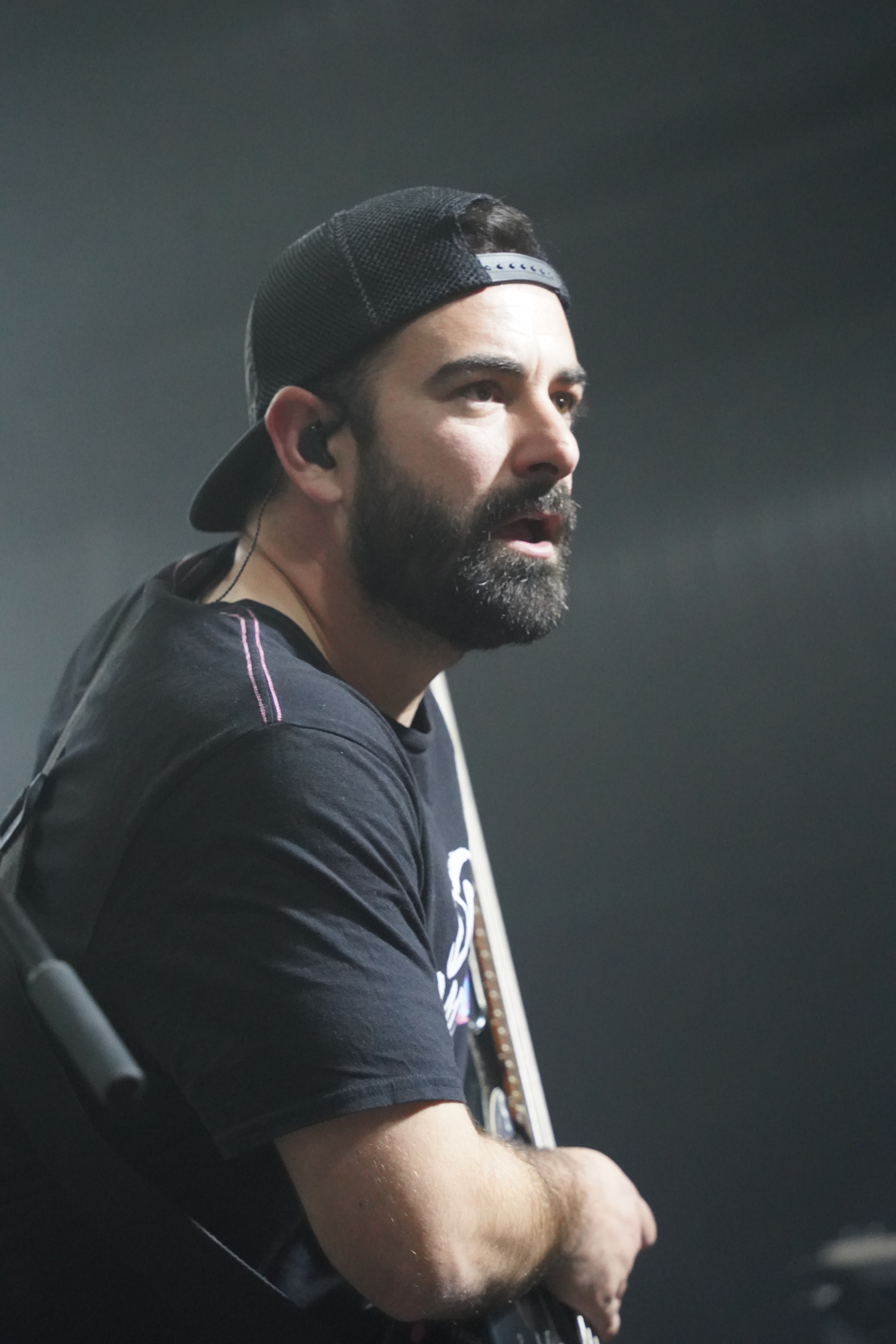
Julio López - voix et basse (2009-2017 puis 2020-présent)

Membres passés
- Javier « Rubio » Casanova - claviers (2003-2015)
- Jordi Vidal - batterie et violon (2004-2016)
- Rosa De la Cruz - voix (2003-2014)
- Alberto Muñoz - voix et basse (2008-2009)
- José « Jossy » Alarcón - voix et basse (2004-2008)
- Juan « Expo » Expósito - guitare (2003-2011)
- Raphaela « Ra » Tache - batterie, claviers et cœurs (2016-2022)

## Productions

### Albums studio
- 8 janvier 2008 : Al Fin Descansar (en espagnol)
- 23 septembre 2011 (Espagne), 28 octobre (Europe) et 11 juillet (Japon) : My Own Angel
- 12 novembre 2013 : Last Song for Venus
- 12 mai 2017 : Beyond the Silence of These Years
- 26 avril 2019 : White Dragon
- 24 octobre 2024 : Shoganai

### EP
- 2005 : Ankor (démo)
- 2006 : No Dolor
- 3 juillet 2014 : Get On The Winner Horse!

### Clips musicaux
- 17 avril 2011 : Remaining
- 6 mars 2012 : Completely Frozen
- 27 décembre 2012 : My Own Angel
- 5 mars 2013 : I'll Fight For You
- 12 décembre 2013 : The Dark Passenger
- 28 avril 2014 : If It Means A Lot To You
- 3 juillet 2014 : Winner Horse
- 2 décembre 2014 : Last Song For Venus
- 27 octobre 2015 : Chop Suey (SOAD Cover)
- 7 mars de 2017 : Lost Soul
- 4 mai 2017 : The Monster I Am
- 5 juin 2018 : Shhh... I'm Not Gonna Lose It
- 23 août 2018 : Nana
- 4 avril 2019 : Ghosts
- 25 avril 2019 : Walking Dead
- 13 février 2020 : Holy Wolf
- 15 décembre 2022 : Prisoner
- 9 février 2023 : Oblivion
- 7 juillet 2023 : Darkbeat
- 12 octobre 2023 : Stereo
- 1 mars 2024 : Venom
- 7 juin 2024 : Embers